# Стена Конради

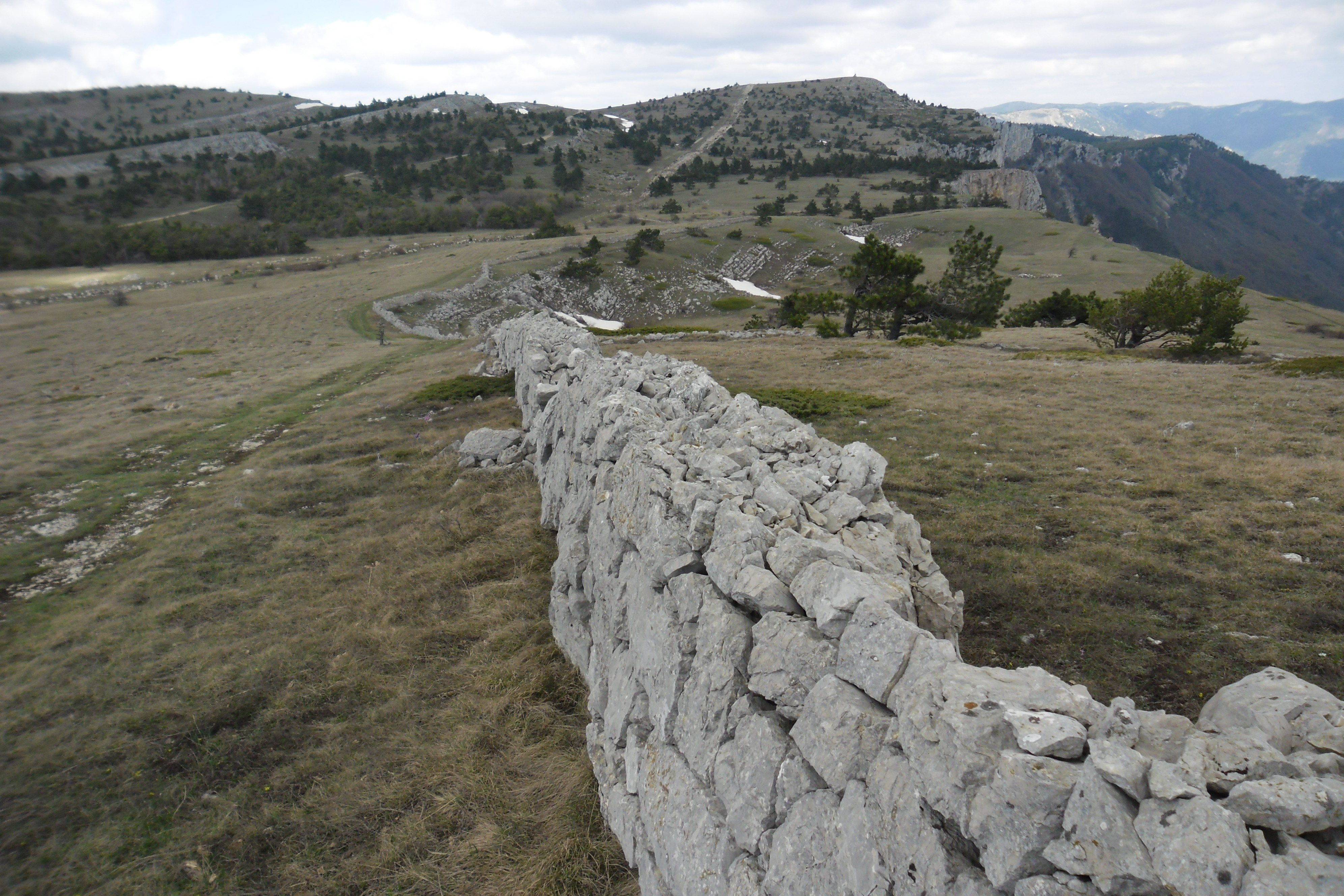
Стена Конради. Ялтинская яйла.

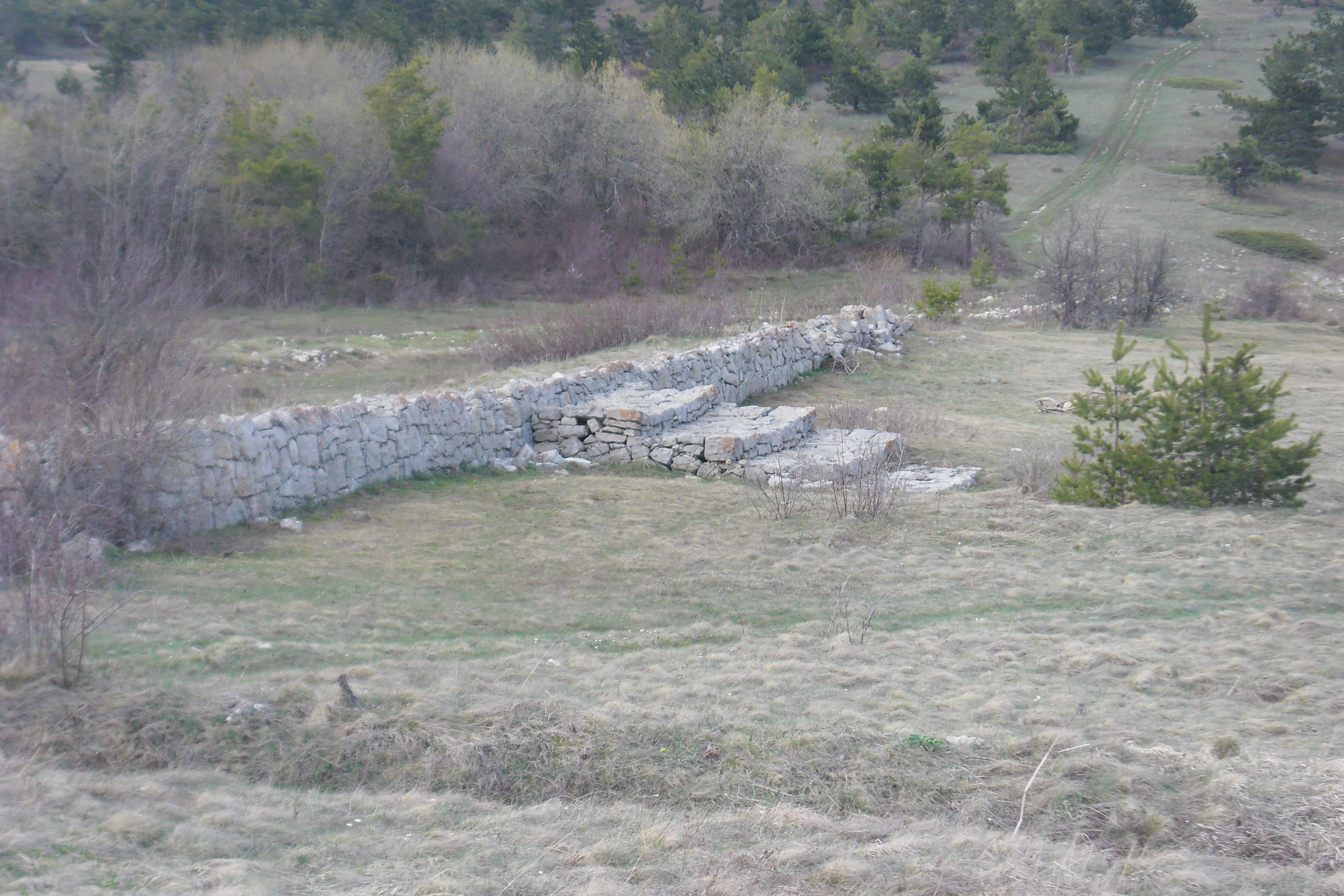
Укрепления стены в тальвегу (линии стока воды).

Стена Конради — каменная стена в Крыму, протянувшаяся на километры сразу через две яйлы— Ялтинскую и Ай-Петринскую. Снегозадерживающее сооружение построено перпендикулярно направлению преобладающих ветров на яйле.

## История создания
В 1867 году в Крым была направлена целевая экспедиция с обводнения Крыма. В ее состав входили инженеры А.  Кондрад, И. Н. Сикорский, К. Д Кельтсер, гидрологи Н.  Рухля, Д. И. Кочерин, географ А. А. Крубер, гидрогеолог Н. А. Головкинский, почвовед Н. Н. Клепинин, ботаник Е.  Вульф, биолог И. И. Пузанов.
Н.  Рухля в 1915 году пишет относительно рекомендаций этой экспедиции: "«одни ее советы не были выполнены за неимением средств, тогда как затраты предусматривались очень крупные, а другие которые и были осуществлены, не увенчались успехом»."
Одна из рекомендаций экспедиции — построить на яйле снегозадерживающую стену. Средства на сооружение стены и облесения яйлы собирались у ялтинцев. Частично финансирование шло из губернии. Способ кладки: сооружались две панцирные стены, пространство между которыми забивалось камнем и землей, для кладки стенок использовалась полигональная подгонка камня. В местах, где стена преграждала яр, в тальвеге сооружали контрфорс для усиления основной стены в месте наибольшего гидродавления. Один из таких элементов показан на фотографии.
Система снегозадержания, кроме стены, включала также канавы с расстоянием между ними до 50 м, а также лесополосу высаженную вдоль стены. На начальном этапе стена должна была защищать молодые деревья от шквального ветра. Валики и посадки деревьев можно видеть на многих участках склонов.
Террасирование и строительство стены велись в 1908-1910 годах.
Вместе с тем, эффективность этого сооружения сомнительна, поскольку она не учитывает местный карст.